# Ernest Krähmer
Ernest Krähmer (* 30. März 1795 in Dresden; † 16. Januar 1837 in Wien) war ein österreichischer Oboist, Csakanvirtuose und Komponist mit deutschen Wurzeln.

## Leben und Werk
Ernest Krähmer lernte von 1806 bis 1810 Flöte, Oboe, Klarinette und Fagott während seines Aufenthalts im Militärknaben-Erziehungsinstitut in Annaburg. Anschließend wirkte er als Musiker in Dresden und widmete sich intensiver dem Csakanspiel. 1822 vermählte er sich in Wien mit der Klarinettistin und Violinistin Caroline Schleicher (1794–1873), nachdem er im Februar desselben Jahres eine Stelle als Oboist am k. k. Theater am Kärntnertor in Wien angetreten hatte.
Das Ehepaar konzertierte regelmäßig gemeinsam in Wien, er auf der Oboe und dem Csakan, sie auf der Violine und der Klarinette. Caroline brachte zehn Kinder zur Welt, wovon drei das Erwachsenenalter erreichten und ein Sohn – Ernst – ebenfalls Musiker (Cellist, Komponist, Gesangslehrer) wurde und am Stadttheater Augsburg als Kapellmeister wirkte. 1822 wurde Krähmer Mitglied der Hofkapelle und erhielt den Titel „k. k. Hof- und Kammermusikus“.
1834 begab er sich mit seiner Frau auf Tournee durch Österreich, Deutschland und in die Schweiz. 2019 fand die Augsburger Musikwissenschaftlerin Susanne Wosnitzka Belege, dass die heute als verschollen geltenden Originalmanuskripte von Ludwig van Beethovens Oboenkonzert und Wolfgang Amadeus Mozarts Oboenkonzert sowie einer Ouvertüre einer noch unbekannten Oper von Joseph Haydn „handschriftliches Eigenthum“ der Krähmers waren, mit Wissen von Mozarts Witwe Constanze.
Caroline Krähmer hatte bereits mehrfach in Augsburg konzertiert; Ernest Krähmer hatte dort einen Oboen-Schüler, Kaspar Reichardt (?–1857), der Erster Oboist am Augsburger Stadttheater war und der sich während des Konzert-Aufenthalts der Krähmers in Augsburg – die diese verschollenen Werke im dortigen Stadttheater spielten – möglicherweise Abschriften beider Oboenwerke angefertigt haben könnte. Solche könnten auch an weiteren Orten existieren, in denen die Krähmers damals konzertierten. Im Nachlass Caroline Krähmers konnte die Krähmer-Expertin Nicola Buckenmaier die lange gesuchten Hand- oder Abschriften allerdings nicht ausfindig machen, wodurch dieser Fall weiterhin vorerst noch ein ungelöstes Rätsel der Musikwissenschaft bleibt. Dennoch wird dieser Fund von der Forschungsstelle im Beethoven-Haus Bonn als „bedeutender Meilenstein in der Beethoven- und Mozartforschung“ auch hin zu einer Auffindung bewertet.
Ernest Krähmer veröffentlichte zahlreiche Werke für Csakan, so unter anderem eine Csakan-Schule, Etüden und Übungsstücke, Divertimenti, Serenaden, Konzerte, Bravour-Variationen, Ländler und andere Volksmusikadaptionen. Anton Diabelli widmete ihm ein Notturno für zwei Csakane und Gitarre.
Krähmer starb im Alter von 41 Jahren an Lungenlähmung und fand seine letzte Ruhestätte auf dem Sankt Marxer Friedhof (Wien). Mit dem Tod des Csakanvirtuosen geriet auch der Csakan zunehmend in Vergessenheit.